# Patriotes de l'UQTR
 (décembre 2023).
Les Patriotes de l'UQTR sont les équipes sportives représentant l'Université du Québec à Trois-Rivières dans les ligues inter-universitaires québécoises et ontariennes, participant ainsi aux programmes d'excellence en sport reconnus au Québec et au Canada. L'université aligne des équipes en  cheerleading, cross-country, badminton, golf, hockey sur glace, natation, soccer, ski et volley-ball. Elles revendiquent 16 participations en championnat de hockey universitaire, dont 4 victoires nationales (U Sports) depuis 1970, deux records universitaires canadiens en natation, trois participations au championnat de football canadien et plusieurs en golf universitaire. De plus, après une médaille de bronze au championnat canadien universitaire de soccer en 2012, les Patriotes ont levé les grands honneurs en 2019 en battant les Carabins de Montréal  par la marque de 2-0. Le but gagnant ayant été marqué par le joueur qui sera repêché par Forge FC au repêchage de la CPL le lendemain, Gabriel Wiethaeuper-Balbinotti.
Les hommes de l’entraîneur Shany Black venaient de terminer champion de la saison régulière du RSEQ pour la première fois en près de 25 ans.

## Équipes sportives
|   | Discipline       | Genre               | Lieu                                                    |
| - | ---------------- | ------------------- | ------------------------------------------------------- |
| 1 | Soccer           | Masculin et Féminin | Stade de l'Université du Québec à Trois-Rivières        |
| 2 | Hockey sur glace | Masculin            | Colisée de Trois-Rivières                               |
| 3 | Golf             | Masculin            | Centre de l'activité physique et sportif Léopold-Gagnon |
| 4 | Badminton        | Masculin et Féminin | Centre de l'activité physique et sportif Léopold-Gagnon |
| 5 | Cheerleading     | Mixte               | Stade de l'Université du Québec à Trois-Rivières        |
| 6 | Volley-ball      | Féminin             | Centre de l'activité physique et sportif Léopold-Gagnon |
| 7 | Natation         | Masculin et Féminin | Centre de l'activité physique et sportif Léopold-Gagnon |
| 8 | Cross-country    | Masculin et Féminin | Centre de l'activité physique et sportif Léopold-Gagnon |

## Histoire
En 1969, le recteur Gilles Boulet a cru en l'importance du sport comme complément à la vie universitaire lors de la création de l'Université du Québec à Trois-Rivières et à sa cohérence avec les études universitaires.

### Nom et logo
En avril 1970, à la suite d'un concours organisé au sein de la communauté étudiante, le nom « Patriotes » a été adopté pour les équipes de l'UQTR, proposé par Gérald Baril étudiant en histoire et joueur de hockey. Lors des événements d'octobre 1970 au Québec, le nom a été associé à la Rébellion des Patriotes 1837-1838 dans l'esprit de certains mais le recteur Boulet insista pour son maintien en se concentrant sur l'étymologie en disant : « un patriote est celui qui aime sa communauté et fait tous les efforts pour l'améliorer ».
L'UQTR étant la composante régionale de la Mauricie de l'Université du Québec, il a été décidé d'attribuer aux Patriotes les mêmes couleurs que celles des Jeux du Québec qui se sont passés en Mauricie, soit le bleu, l'orange et le blanc. En 1976, l'Université du Québec a attribué une couleur différente à chaque réseau universitaire et peu à peu le bleu des Patriotes est devenu vert. Le Blanc et l'orange, montrant l'énergie et la vivacité, sont en support du vert. Le «P» stylisé, une œuvre de Pierre Rivard professeur d'art, devient le logo. Avec son angle, il donne un effet de mouvement perpétuel qui symbolise la force, la détermination et l'avenir. Entre 1970 et 1979, une mascotte nommée Yé'Pat aux couleurs des Patriotes a été dévoilée pour divertir les spectateurs durant les matchs.

### Évolution et faits saillants

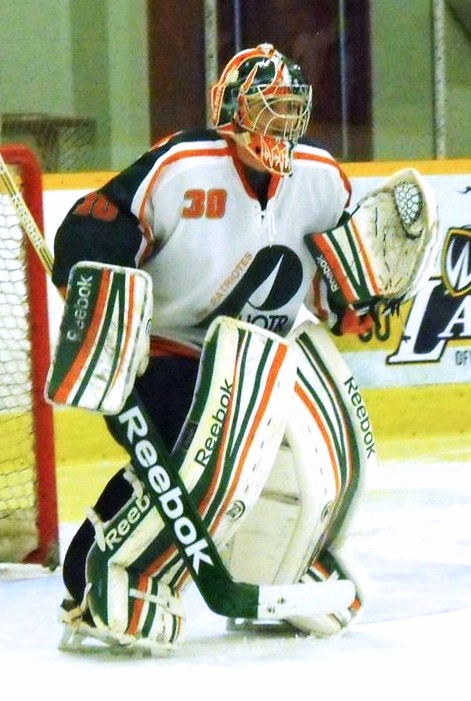
Patriotes hockey sur glace.

En 1970, les diverses équipes des Patriotes, coordonnées par Jean-François Grenier, ont rejoint l'Association sportive inter-universitaire Ottawa-Saint-Laurent et représentent l'université aux niveaux provincial et national. Elles ont rejoint l'Association sportive de l'Université du Québec lors de sa création. En 1972, pour récompenser le travail des athlètes-étudiants, des récompenses sportives ont été créées et remises aux meilleurs joueurs de l'année. Dès 1975, grâce à la générosité de la communauté et le dévouement des dirigeants, certaines équipes se sont démarquées dans diverses compétitions. Ainsi, l'équipe de hockey masculin s'est hissée parmi les meilleurs dix équipes universitaires au Canada. Depuis lors, elle se retrouve régulièrement dans ce groupe sélect.
Au fil des ans, plusieurs équipes sportives ont représenté les couleurs de l'UQTR. Lors de sa création, les Patriotes évoluaient dans quatre sports : le football (jusqu'en 1979), le basket-ball masculin (jusqu'en 1985), le basket-ball féminin (jusqu'en 1984) et le hockey masculin (depuis 1984). Le soccer masculin s'est joint en 1976. Au début des années 80, en pleine crise financière, la direction des Patriotes a eu à faire des choix difficiles. Pour continuer à développer le potentiel des équipes sportives de l'UQTR, il fallut laisser tomber certains sports et concentrer les ressources financières. Malgré tout, plusieurs sports ont rejoint les rangs des Patriotes, dont le soccer féminin en 1986, la natation en 1996 et le golf en 2000. Le hockey féminin a eu une équipe de 1990 et 2003 et d'autres clubs sportifs, y compris le ski, le rugby, le volley-ball, le badminton, l'athlétisme et le cross-country.
Au fil des ans, beaucoup de gens ont travaillé et contribué au développement des équipes sportives telles que nous les connaissons aujourd'hui[style à revoir]. Depuis sa création, le département de l'activité physique et des sports a été sous la direction de quatre administrateurs, soit Jean-François Grenier, Yvon Lamarche, Raymond Tellier et Michel Morin.
Pour promouvoir le sport, le Centre des activités physiques et sportives (CAPS) a été ouvert en avril 1995. La piscine olympique dans les nouveaux locaux du CAPS a aidé à former l'année suivante la première équipe de natation de l'UQTR. Les équipes des Patriotes ont été les hôtes de plusieurs grands événements sportifs, entre autres choses, le championnat de hockey 1984, le championnat de soccer extérieur de 1995 et le Championnat provincial de natation de 2008. Après la performance des équipes invitées au championnat de hockey universitaire canadien de 1984, la direction de l'université a confié à Jean-François Grenier la tâche de former un comité dont le mandat serait d'étudier comment améliorer l'équipe de l'université. Présidée par le professeur André Quirion, l'une des recommandations de ce comité fut de donner le statut d'excellence au hockey et d'y allouer les ressources nécessaires, y compris l'embauche d'un entraîneur à plein temps.
Une proposition du milieu des affaires et d'anciens joueurs de l'équipe de football canadien de l'UQTR prévoyait recréer une équipe en 2017 après un hiatus de près de 40 ans. Cependant, le conseil d'administration de l'UQTR a rejeté cette option en novembre 2015 à cause des coûts et de l'incertitude du financement universitaire à ce moment.

### Championnats et réputation
Depuis leur création, les équipes des Patriotes se sont distinguées. L'équipe de hockey masculin a remporté la coupe Queen's, remis au champion de la SUO, à 11 reprises (1991, 1992, 1999, 2000, 2001, 2002, 2003, 2007, 2013, 2016 et 2022). De plus, l'équipe a été championne nationale en 1987, 1991, 2001, 2003 et 2022. L'équipe de soccer masculin a remporté le championnat canadien en 2019 et a remporté les championnats provinciaux en 1995 et 2001, ainsi que les championnats intérieurs en 2000, 2003, 2006 et 2007. En natation et en golf, de nombreux athlètes ont excellé et réalisé des performances notables. En 2007, l'équipe de golf a connu son meilleur résultat avec une deuxième place sur le circuit du Québec. Depuis 1997, plusieurs membres de l'équipe de natation ont été médaillés aux championnats canadiens. En outre, certains anciens Patriotes ont évolué dans des structures sportives à l'échelle provinciale, canadienne et internationale comme joueurs, entraîneurs ou gérants.
Le 3 novembre 2023, l'équipe masculine de soccer a remporté le championnat provinciale de la ligue RSEQ à la marque de 2 à 1 face aux Carabins de l'Université de Montréal.
Depuis 40 ans, le sport à l'UQTR a acquis une réputation qui lui permet d'attirer des athlètes-étudiants[non neutre] de toutes les régions du Québec et d'ailleurs. Les Patriotes sont devenus pour beaucoup d'entre eux la motivation à poursuivre leurs études et obtenir un diplôme.

## Annexes

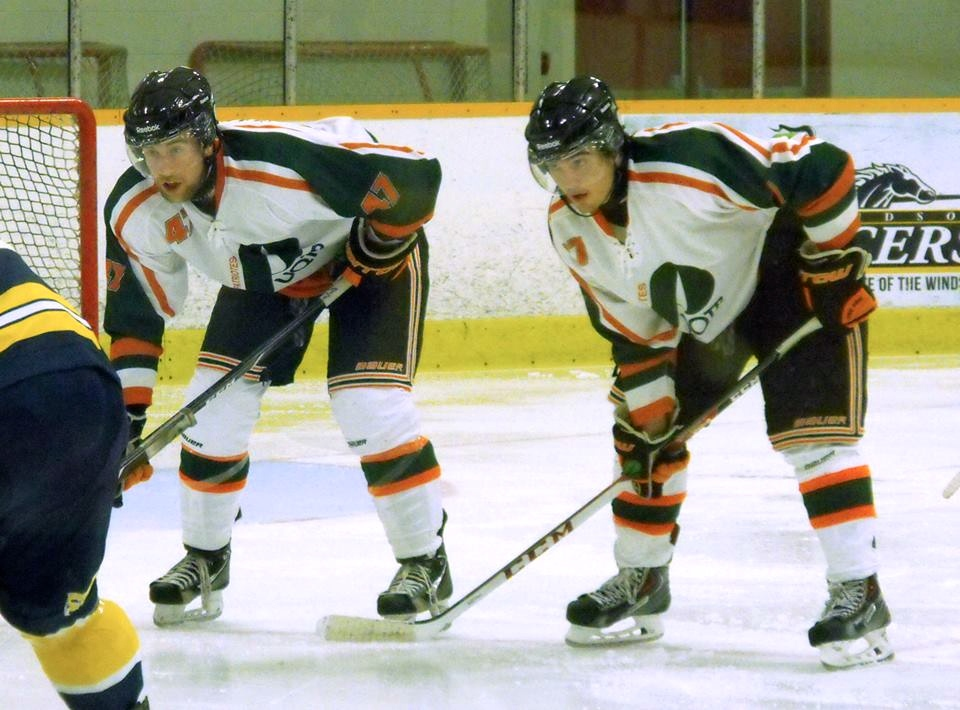
Patriotes football, 1969-1979.
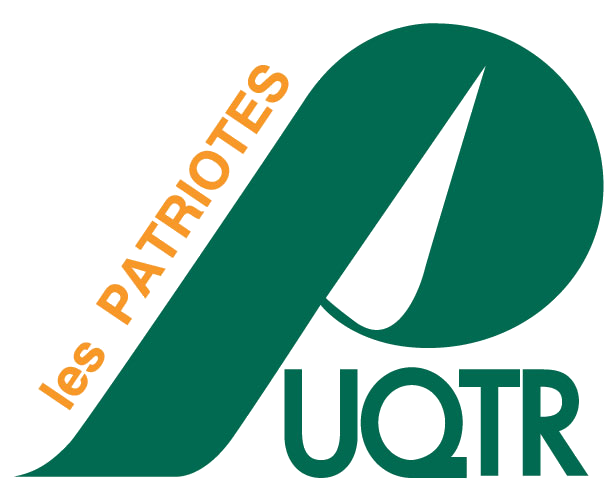
Logo entre 1969 et 2019.